# 1646
1646 (MDCXLVI) var ett normalår som började en måndag i den gregorianska kalendern och ett normalår som började en torsdag i den julianska kalendern.

## Händelser

### Mars
- 31 mars – Stillestånd sluts mellan Sverige och Sachsen i Eulenburg.

### April
- April – Carl Gustav Wrangel blir ny svensk överbefälhavare.

### Augusti
- Augusti – Svenska hären förenar sig med den franska under Turennes ledning i Hessen.

### Oktober
- 29 oktober – Frankrike ockuperar Porto Longone.[1]

### Okänt datum
- Vadstena Krigsmanshus, ett slags sjukhus för krigsskadade, tas i bruk först nu, trots att det inrättades redan av Gustav II Adolf.
- Nya grevskap och friherreskap bildas i Finland, vilket göra att fler skattebönder hamnar under adelns förmyndarskap.

## Födda
- 15 april – Kristian V, kung av Danmark och Norge 1670–1699.
- 16 april – Jules Hardouin-Mansart, fransk arkitekt.
- 20 april – Giacinto Calandrucci, italiensk målare.
- 5 juni – Elena Cornaro Piscopia, italiensk matematiker.
- 1 juli – Gottfried Wilhelm von Leibniz, tysk filosof och matematiker.
- 24 juli – Madeleine Boullogne, fransk målare.
- 14 augusti – John Flamsteed, engelsk astronom.

## Avlidna
- 4 eller 24 februari – Anders Bure, svensk generalmatematikus, krigsråd, den svenska kartografins fader.
- 8 augusti – Johannes Rudbeckius, svensk biskop.
- 29 november – Laurentius Paulinus Gothus, svensk ärkebiskop sedan 1637.
- Ann Cunningham, skotsk adelsdam och arméledare.

### Fotnoter
1. ↑  World Statesmen (läst 3 april 2011)